# Легка атлетика на Панамериканських іграх 2019
Змагання з легкої атлетики на Панамериканських іграх 2019 були проведені 28 липня, 4, 6-11 серпня в Лімі. Змагання проходили на легкоатлетичному стадіоні Національного олімпійського селища, крім дисциплін спортивної ходьби та марафонського бігу, чемпіони в яких визначались на шосейній трасі, прокладеній навколо міського парку імені Кеннеді.
За регламентом змагань, до участі у змаганнях від кожної країни допускались спортсмени, що виконали встановлені кваліфікаційні нормативи.

## Призери

### Чоловіки
| Дисципліни                | Золото                                                                   | Золото        | Срібло                                                               | Срібло     | Бронза                                                                       | Бронза     |
| ------------------------- | ------------------------------------------------------------------------ | ------------- | -------------------------------------------------------------------- | ---------- | ---------------------------------------------------------------------------- | ---------- |
| 100 метрів                | Майкл Роджерс США                                                        | 10,09         | Паулу Андре Камілу Бразилія                                          | 10,16      | Седже Грін Антигуа і Барбуда                                                 | 10,23      |
| 200 метрів                | Алекс Кіньйонес Еквадор                                                  | 20,27         | Джерім Річардс Тринідад і Тобаго                                     | 20,38      | Янкарлос Мартінес Домініканська Республіка                                   | 20,44      |
| 400 метрів                | Антоні Самбрано Колумбія                                                 | 44,83         | Деміш Гей Ямайка                                                     | 44,94      | Джастін Робінсон США                                                         | 45,07      |
| 800 метрів                | Марко Ароп Канада                                                        | 1.44,25 GR    | Веслі Васкес Пуерто-Рико                                             | 1.44,48    | Раян Санчес Пуерто-Рико                                                      | 1.45,19    |
| 1500 метрів               | Хосе Карлос Пейнадо Мексика                                              | 3.39,93       | Джон Грегорек США                                                    | 3.40,42    | Вільям Полсон Канада                                                         | 3.41,15    |
| 5000 метрів               | Фернандо Даніель Мартінес Мексика                                        | 13.53,87      | Альтобелі да Сілва Бразилія                                          | 13.54,42   | Карлос Діас Чилі                                                             | 13.54,43   |
| 10000 метрів              | Едерсон Перейра Бразилія                                                 | 28.27,47 PB   | Рейд Бучанан США                                                     | 28.28,41   | Лаві Лаланг США                                                              | 28.31,75   |
| 110 метрів з бар'єрами    | Шейн Брейтвейт Барбадос                                                  | 13,31 SB      | Фредді Кріттенден США                                                | 13,32      | Едуарду Родрігес Бразилія                                                    | 13,48      |
| 400 метрів з бар'єрами    | Алісон Сантос Бразилія                                                   | 48,45 PB      | Амер Латтен США                                                      | 48,98      | Кемар Моватт Ямайка                                                          | 49,09      |
| 3000 метрів з перешкодами | Альтобелі да Сілва Бразилія                                              | 8.30,73 SB    | Карлос Діас Колумбія                                                 | 8.32,24 PB | Маріо Аргандонья Перу                                                        | 8.32,34    |
| 4×100 метрів              | Бразилія Родрігу ду Насіменту Жорже Відеш Дерік Сілва Паулу Андре Камілу | 38,27         | Тринідад і Тобаго Джерод Елкок Кестон Бледмен Аканні Гіслоп Кайл Гро | 38,46 SB   | США Джаррет Ітон Крейвон Гіллеспі Брайс Робінсон Майкл Роджерс               | 38,79      |
| 4×400 метрів              | Колумбія Джон Перласа Дієго Паломеке Джон Соліс Антоні Самбрано          | 3.01,41       | США Мар'єа Гарріс Майкл Черрі Джастін Робінсон Вілберт Лондон        | 3.01,72    | Тринідад і Тобаго Двайт Сент-Гіллер Джерім Річардс Деон Лендор Мачел Седеніо | 3.02,25    |
| Ходьба 20 кілометрів      | Браян Пінтадо Еквадор                                                    | 1:21.51       | Каю Бонфін Бразилія                                                  | 1:21.57    | Хосе Баррондо Гватемала                                                      | 1:21.57    |
| Ходьба 50 кілометрів      | Клаудіо Віллануева Еквадор                                               | 3:50.01 SB    | Орасіо Нава Мексика                                                  | 3:51.45 SB | Дієго Флорес Колумбія                                                        | 3:53.49 PB |
| Марафон                   | Крістіан Пашеко Перу                                                     | 2:10.41 GR PB | Хосе Луїс Сантана Мексика                                            | 2:10.54 PB | Хуан Хоель Пашеко Мексика                                                    | 2:12.10    |
| Стрибки у висоту          | Луїс Енріке Фернандес Куба                                               | 2,30 PB       | Майкл Мейсон Канада                                                  | 2,28       | Роберто Руїсанчес Мексика                                                    | 2,26       |
| Стрибки з жердиною        | Крістофер Нільсен США                                                    | 5,76          | Августу Дутра Бразилія                                               | 5,71       | Клейтон Фрітч США                                                            | 5,61       |
| Стрибки у довжину         | Хуан Мігель Ечеваррія Куба                                               | 8,27          | Таджей Гейл Ямайка                                                   | 8,17       | Емільяно Ласа Уругвай                                                        | 7,87       |
| Потрійний стрибок         | Омар Креддок США                                                         | 17,42         | Хордан Діас Куба                                                     | 17,38 SB   | Анді Діас Куба                                                               | 16,83      |
| Штовхання ядра            | Дарлан Романі Бразилія                                                   | 22,07 GR      | Джордан Гейст США                                                    | 20,63      | Уз'єль Галарса Мексика                                                       | 20,56      |
| Метання диска             | Федрік Дакрес Ямайка                                                     | 67,68 GR      | Трейвс Смікл Ямайка                                                  | 65,02      | Реджинальд Ягерс США                                                         | 64,48      |
| Метання молота            | Габріель Кер Чилі                                                        | 74,98         | Умберто Мансілья Чилі                                                | 74,38      | Шон Доннелі США                                                              | 74,23      |
| Метання списа             | Андерсон Пітерс Гренада                                                  | 87,31 GR      | Кешорн Волкотт Тринідад і Тобаго                                     | 83,55      | Альберт Рейнольдс Сент-Люсія                                                 | 82,19 PB   |
| Десятиборство             | Даміан Ворнер Канада                                                     | 8513          | Ліндон Віктор Гренада                                                | 8240       | Пірс Лепаж Канада                                                            | 8161       |

### Жінки
| Дисципліни                | Золото                                                                           | Золото        | Срібло                                                               | Срібло      | Бронза                                                                    | Бронза     |
| ------------------------- | -------------------------------------------------------------------------------- | ------------- | -------------------------------------------------------------------- | ----------- | ------------------------------------------------------------------------- | ---------- |
| 100 метрів                | Елейн Томпсон Ямайка                                                             | 11,18         | Мішель-Лі Ає Тринідад і Тобаго                                       | 11,27       | Віторія Крістіна Роза Бразилія                                            | 11,30      |
| 200 метрів                | Шеллі-Енн Фрейзер-Прайс Ямайка                                                   | 22,43 GR      | Віторія Крістіна Роза Бразилія                                       | 22,62 PB    | Тайнія Гайтер Багамські Острови                                           | 22,76      |
| 400 метрів                | Шеріка Джексон Ямайка                                                            | 50,73         | Паола Моран Мексика                                                  | 51,02       | Кортні Около США                                                          | 51,22      |
| 800 метрів                | Натоя Гуле Ямайка                                                                | 2.01,26       | Розе Марі Альманса Куба                                              | 2.01,64     | Дебора Родрігес Уругвай                                                   | 2.01,66    |
| 1500 метрів               | Домінік Гілц США                                                                 | 4.07,14       | Аїша Прот Ямайка                                                     | 4.08,26     | Алекса Ефраїмсон США                                                      | 4.08,63    |
| 5000 метрів               | Лаура Естер Гальван Мексика                                                      | 15.35,47      | Джессіка О'Коннелл Канада                                            | 15.36,08    | Кімберлі Конлі США                                                        | 15.36,95   |
| 10000 метрів              | Наташа Водак Канада                                                              | 31.55,17 GR   | Ріспер Гесабва Мексика                                               | 31.59,00 PB | Рейчел Кліфф Канада                                                       | 32.13,34   |
| 100 метрів з бар'єрами    | Андреа Варгас Коста-Рика                                                         | 12,82         | Шанель Бріссетт США                                                  | 12,99       | Меган Сіммондс Ямайка                                                     | 13,01      |
| 400 метрів з бар'єрами    | Сейдж Ватсон Канада                                                              | 55,16 SB      | Анна Кокрелл США                                                     | 55,50       | Рашелл Клейтон Ямайка                                                     | 55,53      |
| 3000 метрів з перешкодами | Женев'єв Лалонд Канада                                                           | 9.41,45 GR    | Маріса Говард США                                                    | 9.43,78     | Белен Касетта Аргентина                                                   | 9.44,46    |
| 4×100 метрів              | Бразилія Андресса Морейра Віторія Крістіна Роза Лоррейн Мартінс Розанжела Сантус | 43,04 SB      | Канада Хаміка Бінем Крістал Еммануел Ашлан Бест Лея Бучанан          | 43,37 SB    | США Шанель Бріссет Тваніша Террі Шанія Коллінс Лінна Ірбі                 | 43,39      |
| 4×400 метрів              | США Лінна Ірбі Джейд Стептер Анна Кокрелл Кортні Около                           | 3.26,46       | Канада Наташа Макдональд Аянна Стіверн Кайра Константін Сейдж Ватсон | 3.27,01     | Ямайка Стефані-Енн Макферсон Тіффані Джеймс Натоя Гуле Ронейша Мак-Грегор | 3.27,61    |
| Ходьба 20 кілометрів      | Сандра Аренас Колумбія                                                           | 1:28.03 GR PB | Кімберлі Гарсія Перу                                                 | 1:29.00 SB  | Еріка де Сена Бразилія                                                    | 1:30.34    |
| Ходьба 50 кілометрів      | Йоана Ордоньєс Еквадор                                                           | 4:11.12 PB    | Мірна Ортіс Гватемала                                                | 4:15.21     | Паола Перес Еквадор                                                       | 4:16.54    |
| Марафон                   | Гледіс Техеда Перу                                                               | 2:30.55 GR PB | Бетані Сахтлебен США                                                 | 2:31.20 PB  | Анхіе Росіо Орхуела Колумбія                                              | 2:32.27 PB |
| Стрибки у висоту          | Леверн Спенсер Сент-Люсія                                                        | 1,87          | Прісцилла Фредерік Антигуа і Барбуда                                 | 1,87 SB     | Кімберлі Вільямсон Ямайка                                                 | 1,84       |
| Стрибки з жердиною        | Яріслей Сілва Куба                                                               | 4,75          | Кетрін Наджеотт США                                                  | 4,70        | Аліша Ньюман Канада                                                       | 4,55       |
| Стрибки у довжину         | Шантель Мелоун Британські Віргінські Острови                                     | 6,68          | Кетура Орджи США                                                     | 6,66        | Тіссанна Гіклінг Ямайка                                                   | 6,59       |
| Потрійний стрибок         | Юлімар Рохас Венесуела                                                           | 15,11 GR      | Шаніка Рікеттс Ямайка                                                | 14,77 PB    | Льядагміс Повея Куба                                                      | 14,60      |
| Штовхання ядра            | Данніель Томас-Додд Ямайка                                                       | 19,55 GR      | Бріттані Крю Канада                                                  | 19,07 PB    | Джессіка Ремсі США                                                        | 19,01 SB   |
| Метання диска             | Яйме Перес Куба                                                                  | 66,58 GR      | Андресса де Мораїс Бразилія                                          | 65,98 PB    | Фернанда Мартінс Бразилія                                                 | 62,23      |
| Метання молота            | Гвен Беррі США                                                                   | 74,62         | Брук Андерсен США                                                    | 71,07       | Роза Родрігес Венесуела                                                   | 69,48 SB   |
| Метання списа             | Кара Вінгер США                                                                  | 64,92 SB      | Елізабет Глідл Канада                                                | 63,30       | Аріана Інс США                                                            | 62,32      |
| Семиборство               | Адріана Родрігес Куба                                                            | 6113          | Енні Кюнц США                                                        | 5990        | Марта Араухо Колумбія                                                     | 5925       |

## Медальний залік
Чемпіонами Ігор стали представники 16, а призерами - спортсмени 24 країн.
| Місце | Країна                        | Золото | Срібло | Бронза | Загалом |
| ----- | ----------------------------- | ------ | ------ | ------ | ------- |
| 1     | США                           | 7      | 14     | 12     | 33      |
| 2     | Бразилія                      | 6      | 6      | 4      | 16      |
| 3     | Ямайка                        | 6      | 5      | 6      | 17      |
| 4     | Канада                        | 5      | 6      | 4      | 15      |
| 5     | Куба                          | 5      | 2      | 2      | 9       |
| 6     | Еквадор                       | 4      | 0      | 1      | 5       |
| 7     | Мексика                       | 3      | 4      | 3      | 10      |
| 8     | Колумбія                      | 3      | 1      | 3      | 7       |
| 9     | Перу                          | 2      | 1      | 1      | 4       |
| 10    | Чилі                          | 1      | 1      | 1      | 3       |
| 11    | Гренада                       | 1      | 1      | 0      | 2       |
| 12    | Сент-Люсія                    | 1      | 0      | 1      | 2       |
| 12    | Венесуела                     | 1      | 0      | 1      | 2       |
| 14    | Барбадос                      | 1      | 0      | 0      | 1       |
| 14    | Коста-Рика                    | 1      | 0      | 0      | 1       |
| 14    | Британські Віргінські Острови | 1      | 0      | 0      | 1       |
| 17    | Тринідад і Тобаго             | 0      | 4      | 1      | 5       |
| 18    | Антигуа і Барбуда             | 0      | 1      | 1      | 2       |
| 18    | Гватемала                     | 0      | 1      | 1      | 2       |
| 18    | Пуерто-Рико                   | 0      | 1      | 1      | 2       |
| 21    | Уругвай                       | 0      | 0      | 2      | 2       |
| 22    | Аргентина                     | 0      | 0      | 1      | 1       |
| 22    | Багамські Острови             | 0      | 0      | 1      | 1       |
| 22    | Домініканська Республіка      | 0      | 0      | 1      | 1       |